# ワイドレーダーあきた
『ワイドレーダーあきた』は、1978年4月3日から1981年3月27日まで秋田放送（ABSテレビ）で月曜日 - 金曜 18時00分 - 18時30分 (JST) に放送されていた、夕方のローカルワイドニュース番組。同局と秋田魁新報の共同制作によるメディアミックス仕立ての番組であった。

## 概要
青森放送の『RABニュースレーダー』や、1977年にスタートした岩手放送（現・IBC岩手放送）の『ニュースエコー』などの成功を受けて、秋田放送でも夕方のワイドニュースの気運が高まり、1978年4月3日に放送を開始した。当時秋田の民放テレビ局は秋田放送とライバルの秋田テレビの2局体制であった、秋田テレビもこれまで18時00分からの25分番組のローカルニュース番組の『テレポートあきた』がスタートした、熾烈な競争となった。
その後、秋田テレビの『テレポートあきた』がキー局・フジテレビでスタートした『FNNスーパータイム』を内包してからは後塵を拝するようになり、当番組をリニューアルした『ABSニュースワイド』になる形で終了した。

## キャスター

### 男性
- 太田寿男
- 神永光

### 女性
- 丹内百子
- ほか

## その他
年末年始、「番組の冬休み」を称して、1週間から10日間放送を休止した。この期間は、18時からは15分間のスポーツ番組（「スキー情報」など）、18時15分から「さきがけニュース」を放送した。

## 関連番組
- さきがけABSニュース
- NNN JUST NEWS

| 秋田放送 夕方のワイドニュース | 秋田放送 夕方のワイドニュース | 秋田放送 夕方のワイドニュース |
| 前番組                        | 番組名                        | 次番組                        |
| ----------------------------- | ----------------------------- | ----------------------------- |
| ABSニュース                   | ワイドレーダーあきた          | ABSニュースワイド             |